# Væb
Væb är en isländsk duo, bestående av bröderna Hálfdán Matthíasson (född 4 juni 2003) och Matthías Matthíasson (född 7 december 2004). Gruppen representerade Island i Eurovision Song Contest 2025 i Basel, Schweiz med låten "Róa" som kom på 25:e plats, näst sist, i finalen.